# 760

760(칠백육십)는 759보다 크고 761보다 작은 자연수다.

## 수학
- 합성수로, 그 약수는 총 16개다. (1, 2, 4, 5, 8, 10, 19, 20, 38, 40, 76, 95, 152, 190, 380, 760)
  - 760의 진약수의 합은 1040이므로, 760은 과잉수다.
- 23번째 중심있는 삼각수다. 앞의 중심있는 삼각수는 694, 다음은 829다.
- {\displaystyle 760=6^{2}+18^{2}+20^{2}}
  - 서로 다른 세 자연수의 제곱합으로 나타낼 수 있는 수다.
- {\displaystyle 760=8^{2}+10^{2}+12^{2}+14^{2}+16^{2}}
  - 연속하는 짝수 5개의 제곱합으로 나타낼 수 있으며, 이 성질을 지닌 앞의 수는 540, 다음 수는 1020이다.
- {\displaystyle 39^{2}-1}은 760으로 나누어떨어진다.

## 교통

### 항공
- 스카트 항공 760편 추락 사고(일본어판, 영어판) (2013년)

### 철도
- 서울 지하철 7호선 산곡역의 역번호.

### 도로
- 현도 제760호선

## 군사
- 760 해군 항공대(영어판): 영국의 해군 항공대.
- U-760(영어판): 제2차 세계 대전에 사용된 나치 독일의 군용 잠수함.

## 문화유산
- 대한민국의 보물 제760호: 대불정여래밀인수증요의제보살만행수능엄경(언해) 권1

## 기타
- 연도: 760년, 기원전 760년
- 760년대
- 한국십진분류법에서 프랑스어에 관한 책들이 분류되는 번호.
- ISO 3166-1 numeric에서 시리아의 국가 코드.